# Echeveria peruviana
Echeveria peruviana är en fetbladsväxtart som beskrevs av Franz Julius Ferdinand Meyen. Echeveria peruviana ingår i släktet Echeveria och familjen fetbladsväxter. Inga underarter finns listade i Catalogue of Life.